# Liliya Nurutdinova
Liliya Nurutdinova (en russe : Лилия Фоатовна Нурутдинова), née le 15 décembre 1963 à Naberejnye Tchelny dans le Tatarstan, est une athlète russe qui concourait pour l'URSS jusqu'en 1991 puis pour la Communauté des États indépendants.

## Carrière
Aux championnats d'Europe de 1990 à Split, Liliya Nurutdinova se classait troisième sur 800 m derrière les Est-Allemandes Sigrun Wodars et Christine Wachtel.
En 1991, elle devenait de justesse championne du monde. Elle remportait le 800 m des championnats du monde en 1 min 57 s 50 devant la Cubaine Ana Fidelia Quirot en 1 min 57 s 55 et la Roumaine Ella Kovacs en 1 min 57 s 58. Quatrième la coureuse du Mozambique Maria Mutola terminait en 1 min 57 s 63.
Aux Jeux olympiques d'été de 1992 à Barcelone, Nurutdinova remportait l'argent derrière Ellen van Langen mais devant Ana Fidelia Quirot. En relais 4 × 400 m, l'équipe de la Communauté des États indépendants avec Nurutdinova pendant les séries devenait championne olympique. Pour sa participation aux tours préliminaires, Nurutdinova obtenait ainsi également une médaille d'or.
En compétition, elle avait un poids de forme de 52 kg pour 1,74 m.

## Palmarès

### Jeux olympiques
- Jeux olympiques d'été de 1992 à Barcelone ( Espagne)
  -  Médaille d'argent sur 800 m
  -  Médaille d'or en relais 4 × 400 m

### Championnats du monde d'athlétisme
- Championnats du monde de 1991 à Tokyo ( Japon)
  -  Médaille d'or sur 800 m

### Championnats d'Europe d'athlétisme
- Championnats d'Europe de 1990 à Split ( Yougoslavie)
  -  Médaille de bronze sur 800 m

## Référence
1. ↑  Les athlètes internationaux dont le nom s'écrit en cyrillique sont, par convention, connus sous leur nom retranscrit en anglais.

## Sources
- (de) Cet article est partiellement ou en totalité issu de l’article de Wikipédia en allemand intitulé « Lilija Foatowna Nurutdinowa » (voir la liste des auteurs).